# Huszártárcsa
A huszártárcsa  (névváltozatok: huszárpajzs, magyar tárcsa; német: ungarische Tartsche, Tarca der Husaren; angol: Hungarian-style shield, wing-shaped shield) pajzs nagyméretű lovassági pajzs, mely részben a pavese, részben a tárcsapajzs leszármazottja. A négyszögű pavese tetejét a heraldikai bal felső sarokból a pajzs közepéig átlósan levágták, és így mögüle ki lehetett látni, miközben a tarkót és a test nagy részét is megvédte a kardcsapások ellen. Ezzel egy sajátos magyar pajzstípus jött létre, melyet főleg a korai huszárok használtak, de számos olyan 15. századi ábrázolás is ismert, ahol a huszártárcsát páncélos lovag tartja. Alul széles, testhez hajló volt, bal felső része a 15-16. században erősen megnyúlt és kicsúcsosodott. Lecsapott jobb oldala biztosította a kopja szabad mozgását. Egyes 16. századi változatait lándzsatartó bevágással is ellátták, akárcsak a tárcsapajzsoknál. Ezeket valószínűleg elsősorban a huszártornákon és a párviadalon használták. Sokat heraldikai jelképekkel is elláttak. A 16. században egész Délkelet-Európában elterjed könnyűlovassági pajzs volt, a törökök is használták.

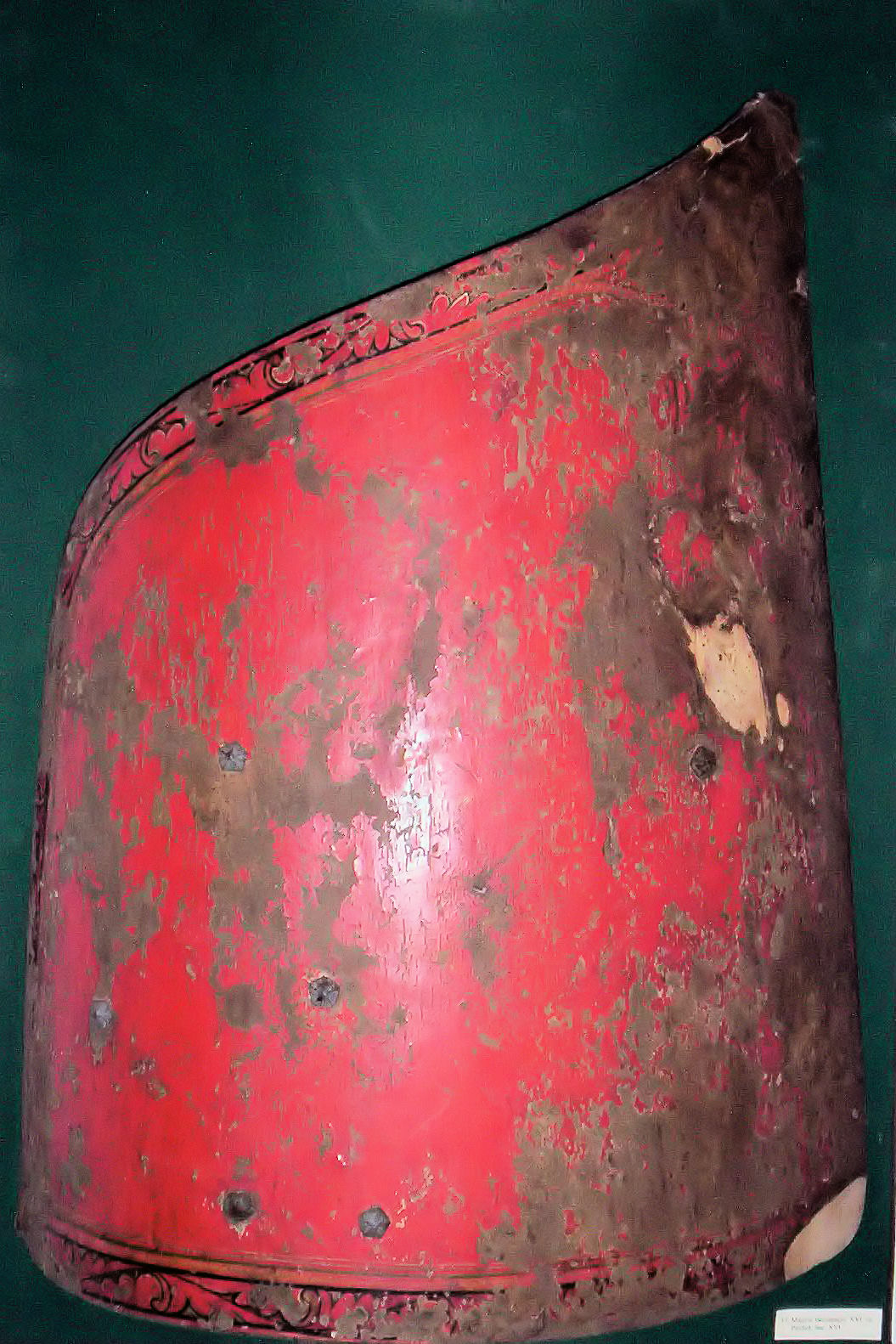
16. századi magyar tárcsapajzs, pergamennel bevont fa, 103 × 75 cm, a székelyudvarhelyi Haáz Rezső Múzeum gyűjteményéből
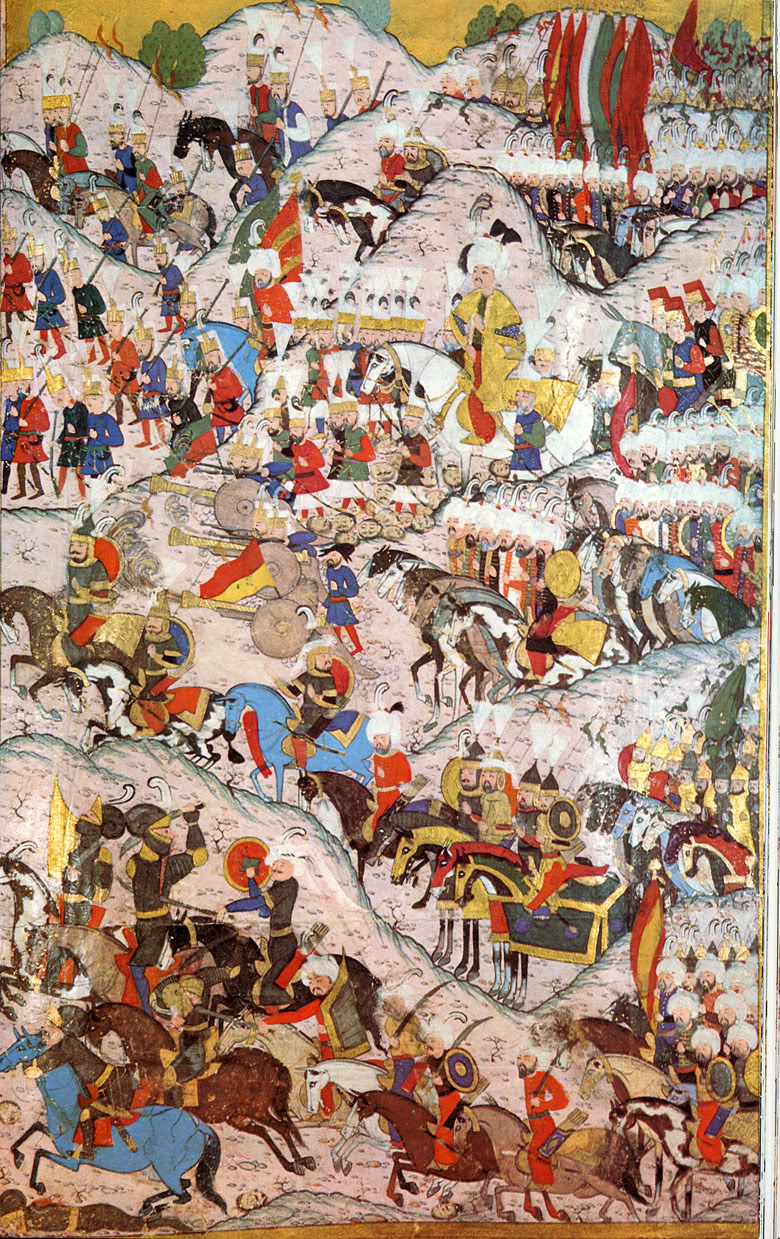
Törökök kerek pajzsokkal és magyar nehézfegyverzetű lovagok huszártárcsával a mohácsi csatában. 16. századi török miniatúra